# Miguel Payá y Rico
Miguel Payá y Rico (Beneixama, 20 dicembre 1811 – Toledo, 25 dicembre 1891) è stato un cardinale e arcivescovo cattolico spagnolo.

## Biografia
Compì i suoi studi a Valencia fino all'Università cittadina ove si laureò in filosofia e teologia nel 1836. Fu ordinato sacerdote il 24 settembre del medesimo anno.
Insegnò metafisica, letteratura, storia, matematica e teologia all'Università ed al Seminario di Valencia per 24 anni. Nel 1845 fondò il giornale El Eco de la Religión.
Il 25 giugno del 1858 fu nominato vescovo di Cuenca e fu consacrato il 12 settembre dello stesso anno dall'arcivescovo Pablo García Abella. Partecipò al concilio Vaticano I, difendendo il dogma dell'infallibilità papale. Il 16 gennaio 1874 fu trasferito alla sede arcivescovile di Santiago di Compostela. Fu durante il suo episcopato che si riscoprirono i resti di san Giacomo Maggiore.
Papa Pio IX lo elevò al rango di cardinale nel concistoro del 12 marzo 1877 e il 25 giugno dello stesso anno gli assegnò il titolo dei Santi Quirico e Giulitta.
Partecipò al conclave del 1878, che elesse papa Leone XIII.
Il 7 giugno 1886 divenne arcivescovo di Toledo e patriarca delle Indie Occidentali.
Morì a Toledo all'età di 80 anni e la sua salma fu inumata nella Cattedrale di Toledo.

## Genealogia episcopale e successione apostolica
La genealogia episcopale è:
- Cardinale Scipione Rebiba
- Cardinale Giulio Antonio Santori
- Cardinale Girolamo Bernerio, O.P.
- Arcivescovo Galeazzo Sanvitale
- Cardinale Ludovico Ludovisi
- Cardinale Luigi Caetani
- Cardinale Ulderico Carpegna
- Cardinale Paluzzo Paluzzi Altieri degli Albertoni
- Cardinale Gaspare Carpegna
- Cardinale Francesco Acquaviva d'Aragona
- Arcivescovo Carlos Borja Centellas y Ponce de León
- Arcivescovo Luis de Salcedo y Azcona
- Arcivescovo Andrés Mayoral Alonso de Mella
- Vescovo Felipe Beltrán Serrano
- Vescovo Agustín Rubín Cevallos
- Vescovo Francisco de Cuerda
- Vescovo José Antonio Sáenz Santamaría
- Arcivescovo Blas Joaquín Álvarez de Palma
- Cardinale Pedro Inguanzo Rivero
- Arcivescovo Pablo García Abella, C.O.
- Cardinale Miguel Payá y Rico

La successione apostolica è:
- Vescovo Juan María Valero y Nacarino (1876)
- Vescovo José Manuel Palacios y López (1878)
- Arcivescovo Valeriano Menéndez y Conde (1888)